# Cofana
Cofana (лат.) — род прыгающих насекомых подсемейства Cicadellinae из семейства цикадок (Cicadellidae). Встречаются в тропиках Старого Света: Афротропика, Юго-Восточная Азия, Австралия, Новая Гвинея. Длина самцов — 5,3—11,8 мм, самок — 5,3—13,0 мм. Желтовато-коричневые цикадки с тёмными отметинами на теле. Виды Австралии земляного цвета с белыми и чёрными отметинами на голове.

## Систематика
Более 20 видов.
- Cofana albida (Walker 1851b: 767) — Юго-Восточная Азия
- Cofana bidentata Krishnankutty & Viraktamath 2008 — Юго-Восточная Азия
- Cofana eburnea (Walker 1857) — Юго-Восточная Азия
- Cofana fuscivenis (Bergroth 1894) — Мадагаскар
- Cofana gelbata Young, 1986 — Новая Гвинея
- Cofana grisea (Evans 1959)
- Cofana hoogstraali Young 1979 — Новая Гвинея
- Cofana jedarfa Young 1979
- Cofana klossi (Distant 1914) — Новая Гвинея
- Cofana lata Young 1979
- Cofana lineata (Distant 1908) — Юго-Восточная Азия
- Cofana maai Young 1979
- Cofana medleri Young 1979
- Cofana nigrilinea (Stål 1870)
- Cofana perkinsi (Kirkaldy 1906)
- Cofana polaris Young 1979 — Афротропика
- Cofana separata Young 1979
- Cofana sotoi Young 1979 — Афротропика
- Cofana spectra (Distant 1908) — от Африки до Австралии
- Cofana spiculata Krishnankutty & Viraktamath 2008 — Юго-Восточная Азия
- Cofana subvirescens (Stål 1870) — Юго-Восточная Азия
- Cofana unimaculata (Signoret 1854) — от Африки до Австралии
- Cofana yasumatsui Young 1979
- Cofana yukawai Kamitani et al. 2004 — Юго-Восточная Азия